# SCImago Journal Rank

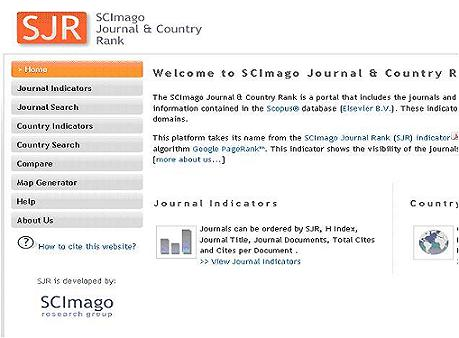
Captura de tela do Portal SCImago Journal & Country Rank

O SCImago Journal Rank (indicador SJR) é uma medida da influência científica de periódicos acadêmicos que responde pelo número de citações recebidas por um periódico e pela importância ou prestígio dos periódicos de onde essas citações vêm. O SJR de uma revista é um valor numérico que indica o número médio de citações ponderadas recebidas durante um ano selecionado por documento publicado nessa revista durante os três anos anteriores. Valores mais altos de SJR devem indicar maior prestígio do diário.
O indicador SJR é uma variante da medida de centralidade do vetor próprio usada na teoria de redes. Tais medidas estabelecem a importância de um nó em uma rede com base no princípio de que as conexões com os nós de alta pontuação contribuem mais para a pontuação do nó. O indicador SJR foi desenvolvido para ser usado em redes extremamente grandes e heterogêneas de citações de periódicos. É um indicador independente do tamanho e seus valores ordenam os periódicos pelo "prestígio médio por artigo" e podem ser usados para comparações de periódicos nos processos de avaliação científica. O indicador SJR é uma métrica de diário gratuita inspirada e usando um algoritmo semelhante ao PageRank.
O indicador SJR fornece uma alternativa ao fator de impacto (FI) ou citações médias por documento em um período de 2 anos, abreviado como "Cites per Doc. (2y)".

## Fundamentação
Se o impacto científico for considerado relacionado ao número de endossos, na forma de citações, um periódico recebe, então o prestígio pode ser entendido como uma combinação do número de endossos e do prestígio ou importância dos periódicos que os emitem. O indicador SJR atribui valores diferentes às citações, dependendo da importância dos periódicos de onde eles vêm. Dessa forma, as citações provenientes de periódicos de grande importância serão mais valiosas e, portanto, darão mais prestígio aos periódicos que os recebem. O cálculo do indicador SJR é muito semelhante ao escore Eigenfactor, sendo o primeiro baseado no banco de dados Scopus e o segundo no banco de dados Web of Science.

## Computação
O cálculo do indicador SJR é realizado usando um algoritmo iterativo que distribui valores de prestígio entre os periódicos até que uma solução em estado estacionário seja alcançada. O algoritmo SJR começa definindo uma quantidade idêntica de prestígio para cada periódico e, usando um procedimento iterativo, esse prestígio é redistribuído em um processo em que os periódicos transferem seu prestígio alcançado entre si por meio de citações. O processo termina quando a diferença entre os valores de prestígio do diário em iterações consecutivas não atinge mais um valor limite mínimo. O processo é desenvolvido em duas fases:
- a) o cálculo do Prestige SJR (PSJR) para cada periódico: uma medida dependente do tamanho que reflete todo o prestígio do periódico
- b) a normalização dessa medida para obter um tamanho independente medida de prestígio, o indicador SJR.[4]